# Pseudoceratinoptera marginata
Pseudoceratinoptera marginata är en kackerlacksart som först beskrevs av Lucien Chopard 1940.  Pseudoceratinoptera marginata ingår i släktet Pseudoceratinoptera och familjen småkackerlackor.
Artens utbredningsområde är Tchad. Inga underarter finns listade i Catalogue of Life.